# Dunakanyar-Vác FC
Dunakanyar-Vác FC je maďarský fotbalový klub z města Vác. Založen byl roku 1899. Zlatou éru prožíval v 90. letech 20. století, nyní hraje 2. ligu. Jednou vyhrál maďarskou fotbalovou ligu (v ročníku 1993/94). V sezóně 1994/95 si připsal jedinou účast v Lize mistrů, v předkole vypadl s francouzským klubem Paris Saint-Germain. Také v Poháru vítězů pohárů startoval jednou, v ročníku 1995/96 byl vyřazen makedonským týmem FK Sileks Kratovo. V Poháru UEFA startoval třikrát, v sezoně 1991/92 vypadl v 1. kole s ruským mužstvem Dynamo Moskva, v sezóně 1992/93 vyřadil nizozemský FC Groningen a ve 2. kole vypadl s portugalskou Benfikou Lisabon a v sezóně 1993/94 ztroskotal v 1. kole na kyperském Apollonu Limassol.

## Historické názvy
- 1899–1948: Váci SE
- 1948–55: Váci Dolgozók TK
- 1955–55: Váci Petőfi
- 1955–57: Váci Bástya
- 1957–57: Váci SE
- 1957–61: Váci Petőfi
- 1961–65: Váci Vasas
- 1965–70: Váci SE
- 1970–80: Váci Híradás
- 1980–92: Váci Izzó MTE
- 1992–97: Vác FC-Samsung
- 1997–98: Vác FC
- 1998–2001: Vác FC-Zollner
- 2001–03: Váci VLSE
- 2003–07: Dunakanyar-Vác FC
- 2007–09: Vác-Újbuda LTC
- od 2009: Dunakanyar-Vác FC